# Belonogaster nitida
Belonogaster nitida är en getingart som beskrevs av Richards 1982. Belonogaster nitida ingår i släktet Belonogaster och familjen getingar. Inga underarter finns listade.